# Peter Girtler
Peter Girtler (* 22. Juni 1972 in Sterzing, Südtirol) ist ein italienischer Koch.

## Werdegang
Peter Girtler durchlief nach dem Abschluss seiner Kochlehre mehrere Stationen in verschiedenen renommierten Häusern im In- und Ausland, darunter in der Residenz Heinz Winkler in Aschau im Chiemgau, im Hotel Castel in Dorf Tirol, im Parkhotel Laurin in Bozen und im Sporthotel Obereggen in Obereggen, wo er seine erste Stelle als Küchenchef annahm. Im Jahre 2001 wechselte er als Küchenchef in das Romantik Hotel Stafler in Mauls in Südtirol, dessen Gourmetrestaurant Einhorn daraufhin mit einem Michelinstern und 17 Punkte im Gault Millau ausgezeichnet wurden. Die Gasthofstube – das Zweitrestaurant – wurde vom Gault Millau ebenfalls mit 15 Punkten bewertet.

## Auszeichnungen
- 2 Stern im Guide Michelin 2016
- 3 Hauben und 17 Punkte (Restaurant Einhorn), 2 Hauben und 15 Punkte (Gasthofstube) im Gault Millau
- 4 Bestecke im Schlemmer Atlas
- 4 Hauben im Der Große Restaurant & Hotel Guide

## Familie
Peter Girtler ist verheiratet und hat zwei Kinder.